# Gamla tanter lägger inte ägg
Gamla tanter lägger inte ägg, utgiven 2001, är en bok skriven av Mark Levengood och Unni Lindell. Boken innehåller stora, små, kloka, roliga och tokiga citat av yngre barn. Boken följdes två år senare upp av Gud som haver barnen kär har du någon ull.